# جان بيير فلورنس
ماري جان بيير فلورنس (13 أبريل 1794-6 ديسمبر 1867)، عالم فيزيولوجي فرنسي ومؤسس علم الدماغ التجريبي ورائد في التخدير. تُذكر له العديد من الاكتشافات المهمة المتعلقة بالجهاز العصبي، ووظائف الدماغ. وهو والد القائد والكاتب الثوري غوستاف فلورنس.